# Krzysztof Żurowski
Krzysztof Kazimierz Żurowski (ur. 20 lutego 1953 w Warszawie) – polski reżyser, scenarzysta, operator filmowy i scenograf, członek Stowarzyszenia Filmowców Polskich.

## Życiorys
Absolwent VI Liceum Ogólnokształcącego im. Tadeusza Reytana w Warszawie (1972), w którym działał w 1 Warszawskiej Drużynie Harcerskiej im. Romualda Traugutta „Czarna Jedynka”. Absolwent Akademii Sztuk Pięknych w Warszawie i Wydziału Radia i Telewizji Uniwersytetu Śląskiego (1984). W 1991 odbył staż w Dallas w Stanach Zjednoczonych. Uczęszczał jako wolny słuchacz do Studium Scenopisarstwa Państwowej Wyższej Szkoły Filmowej, Telewizyjnej i Teatralnej im. Leona Schillera w Łodzi oraz Akademii Teatralnej im. Aleksandra Zelwerowicza w Warszawie. W 1986 ukończył Studium Filozoficzno-Teologiczne w Papieskiej Akademii Teologicznej w Warszawie.
Autor filmów dokumentalnych poruszających tematykę społeczną i religijną. Współpracował z redakcją katolicką Telewizji Polskiej, francuskimi FR3, A&PT, meksykańską TV4, a także realizował dla TVP1 i TVP2 filmy dokumentalne i reportaże (m.in. Tryptyk o Kościele na Białorusi, Wędrówka, Ziarno). Obrazy tworzy na podstawie własnych scenariuszy, często osobiście zasiadając za kamerą. Jego filmy były wielokrotnie nagradzane, między innymi na Międzynarodowym Katolickim Festiwalu Filmów i Multimediów w Niepokalanowie.

## Filmografia reżyserska
- Jasna Góra bez tajemnic, 2022
- Zagłada redemptorystów Woli, 2019
- Ada/Krysia Willenberg, 2016
- Ojciec Leon. Bloger dusz, 2014
- Tango papieża, 2014
- Wywiad z Marią Eleną Bergoglio, 2014 (z cyklu „MY WY ONI”)[10]
- Naprotechnologia, 2011 – II nagroda w kategorii programów telewizyjnych na Międzynarodowym Katolickim Festiwalu Filmów i Multimediów w Niepokalanowie[11]
- Czwarty wymiar, 2011
- Ogień z Taize. Przygotowania do spotkania europejskiego Taize – Poznań, 2009
- Żyd Ishai, 2009 – nagroda główna na Festiwalu Filmów Dokumentalnych „Kino z duszą” (Warszawa, 2014)[1]
- Korostyszew. 400 LAT, 2008 – wyróżnienie na Festiwalu Filmów Dokumentalnych „Kinolitopys” (Kijów, 2011)[1]
- Marta Wiecka. Wybij szyba, 2008
- Szymon z Lipnicy, 2007
- Arcybiskup Józef Bilczewski, 2006
- Charles de Foucauld. Mały brat, 2006 – II Nagroda w kategorii filmu dokumentalnego (Niepokalanów)[1]
- Pomarańcze od papieża, 2005 – II Nagroda w kategorii filmu dokumentalnego (Niepokalanów, 2006)[1]
- Masakra w klasztorze, 2004 – wyróżnienie (Niepokalanów, 2005)[1]
- Żanaszar, 2004
- Jan Paweł II w Polsce 2002, 2002
- Terrorysta od Pana Boga, 2000
- Dzieci soboru, 1995
- Wędrówka, 1994
- Złoty środek, 1994 – II Nagroda w kategorii filmu dokumentalnego (Niepokalanów, 1994)[1]
- Wczoraj – dziś – jutro, 1992 – Grand Prix (Niepokalanów, 1993)[1]
- Powiew nad Europą, 1991 – Grand Prix (Niepokalanów, 1991)[1]
- Wałęsa & America, 1990
- Babisia, 1989 (pierwszy z cyklu Kawalerki)
- Pielgrzymka, 1987 – Nagroda Koła Młodych SFP (Gdańsk, 1987)[3][9][12]